# Zwetschge
Die Echte Zwetschge (Prunus domestica subsp. domestica) ist eine Unterart der Pflaume (Prunus domestica). Sie wird in Europa, Westasien, Nordamerika sowie Nord- und Südafrika als Obstbaum angebaut.
In Österreich wird der Name Zwetschke geschrieben. In Norddeutschland heißt die Frucht Zwetsche oder aber Pflaume, im Westmitteldeutschen auch Quetsche. Die weitere Bezeichnung als "Damaskus-Pflaume" (frz. prune de Damas) weist auf ihre orientalische Herkunft hin.

## Beschreibung

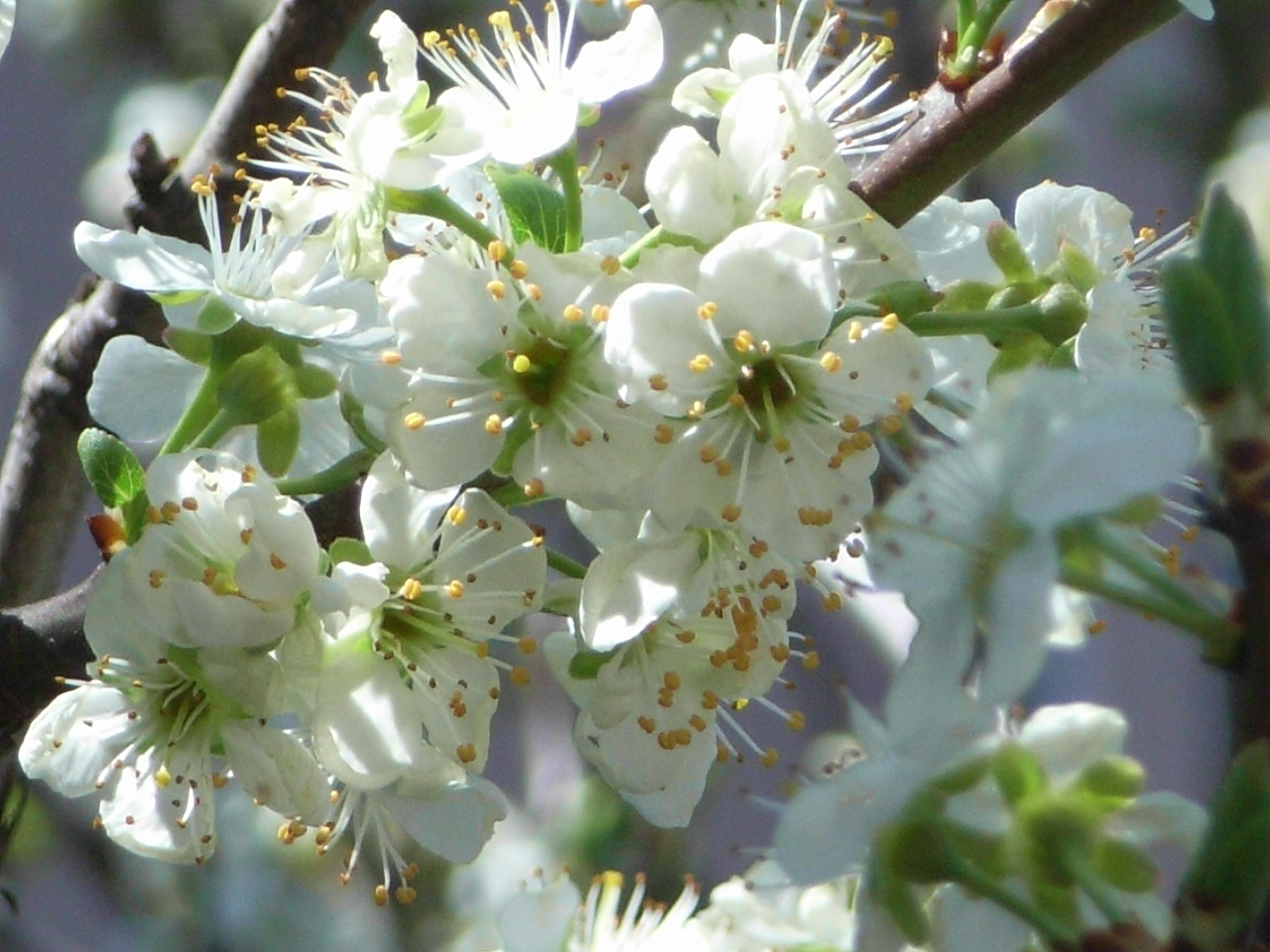
Fünfzählige radiärsymmetrische Blüten

### Vegetative Merkmale
Der Zwetschgenbaum erreicht Wuchshöhen von bis zu 6 Metern, selten bis zu 10 Metern. Einjährige Zweige sind mehr oder weniger kahl. Ältere Äste sind bei den meisten Sorten mit bis zu etwa 5 Zentimeter langen, starken Dornen besetzt. Die einfachen Laubblätter sind gekerbt bis gesägt, auf Ober- wie Unterseite meist kahl und nur selten zerstreut behaart; sie sind zur Blütezeit erst wenig entwickelt.

### Generative Merkmale
Die zwittrigen Blüten sind bei einem Durchmesser von 1,5 bis 2 Zentimetern radiärsymmetrisch und fünfzählig mit doppelter Blütenhülle. Die fünf Kelchblätter sind länglich und auf beiden Seiten zerstreut behaart. Die fünf grünlich-weißen bis gelblich-grünen Kronblätter sind länglich.

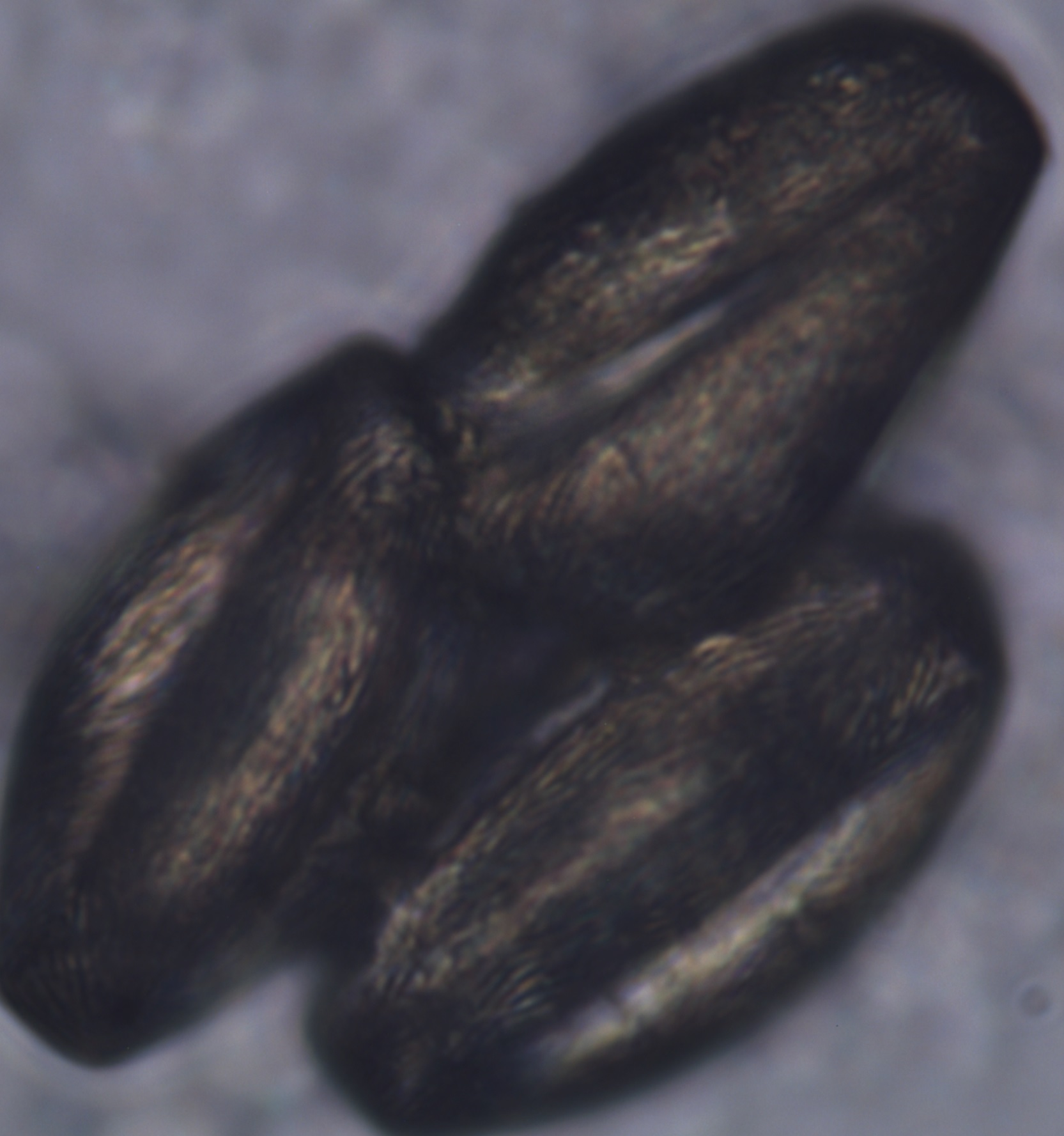
Pollen der Prunus domestica subsp. domestica, 400fach vergrößert

Die Steinfrucht ist bei Reife blau bis blauschwarz, bereift, 4 bis 8 Zentimeter lang, länglich-eiförmig und verjüngt sich zu den beiden Enden hin deutlich. Der Steinkern ist ei- bis halbmondförmig, abgeflacht, an beiden Enden zugespitzt und beinahe stechend. Er ist 0,47- bis 0,58-mal so dick wie lang. Seine Oberfläche ist höckerig-netzig. An der Bauchseite ist er besonders stark gegen das Stielende vorgezogen. Die Rückenfurche ist schmal und weist schräge Kammstriche auf. Das Fruchtfleisch ist mäßig saftig, fest und löst sich leicht vom Kern und bei Ofenhitze behält es seine Form.
Die Chromosomenzahl beträgt 2n = 6x = 48, bei einer Chromosomengrundzahl von x = 8. Es handelt sich folglich um eine hexaploide Art.

## Nutzung
Zwetschgen werden neben dem Frischverzehr auch zur Herstellung von Pflaumenmus (Powidl), Kuchen (Zwetschgenkuchen), Speiseeis, Trockenobst (Dörrzwetschgen; daraus, mit anderen Früchten und Nüssen und Eisendraht wird traditionell der Zwetschkenkrampus hergestellt), Essigzwetschgen oder Obstbrand (Zwetschgenwasser) verwendet.
Im Tiroler Oberland wird die Zwetschge seit Jahrhunderten in Höhenlagen um etwa 1000 Meter kultiviert (die ersten Reiser sollen der Legende nach im 16. Jahrhundert von Petrus Canisius dorthin gebracht worden sein). Die Stanzer Zwetschke ist im Register der Traditionellen Lebensmittel des österreichischen Lebensministeriums eingetragen und ist das Leitprodukt für die Region in der Genussregion Österreich.
Im Gegensatz zu anderen Pflaumen löst sich bei reifen Zwetschgen der Stein leicht vom Fruchtfleisch und sie sind nicht sauerkochend.
Das Holz des Zwetschgenbaumes hat eine Rohdichte von 0,75 bis 0,85 g/cm³ und ist wegen seiner rötlichbraunen Farbe und Härte bei Tischlern für hochwertige Möbel begehrt.

## Sorten
Auswahl aus den über hundert in Mitteleuropa angebauten Zwetschgensorten:
- Bühler Frühzwetschge, eine früher stark verbreitete Frühsorte[9][10]
- Čačaks Beste, eine in den 1960er Jahren in Jugoslawien gezüchtete scharkatolerante Sorte, die weite Verbreitung gefunden hat[11]
- Dattelzwetschge, alte Sorte (mit mehreren Untersorten), inzwischen noch vereinzelt in Baden-Württemberg, Neuzüchtung in Bayern
- Ersinger, eine großfrüchtige Sorte
- Elena
- Fellenberg oder Italienische Zwetschge, eine wärmeliebende, aromatische Tafelfrucht, weit verbreitet in der Schweiz
- Hauszwetschge, eine alte und auch weitverbreitete ertragreiche Sorte mit gutem Aroma, aber kleinen Früchten, die auch in Höhenlagen gedeiht
- Jojo, eine scharkaresistente Pflaumensorte
- Kirkes Pflaume, eine besonders großfrüchtige und aromatische Sorte
- Lützelsachser, eine großfrüchtige Sorte
- Ortenauer, wird in Weinbaugebieten angebaut, in Norddeutschland ist die ursprüngliche Bezeichnung Borssumer gebräuchlich nach dem Fundort.
- Schwäbischer Hengst, eine großfruchtige und süße Sorte eher dunkelroter Farbe
- Stanley, mit einzeln hängenden Früchten
- Topper, neue Zwetschgensorte, auch für den Hausgarten geeignet
- Zimmers

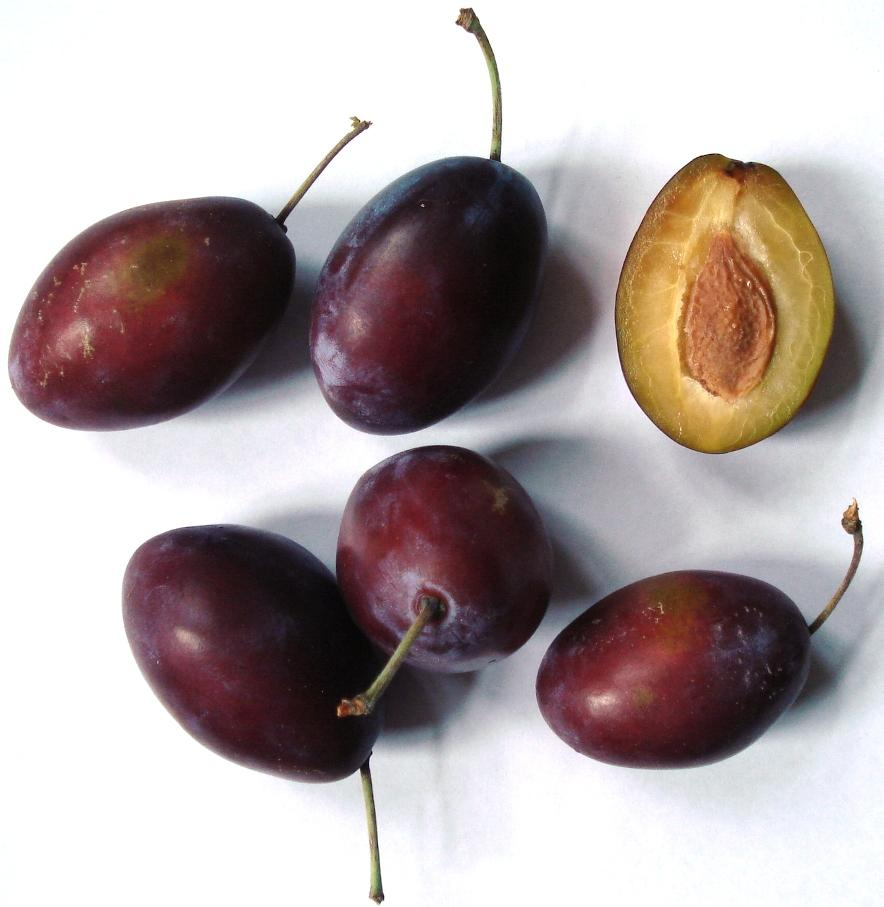
Früchte der Sorte Čačaks Beste
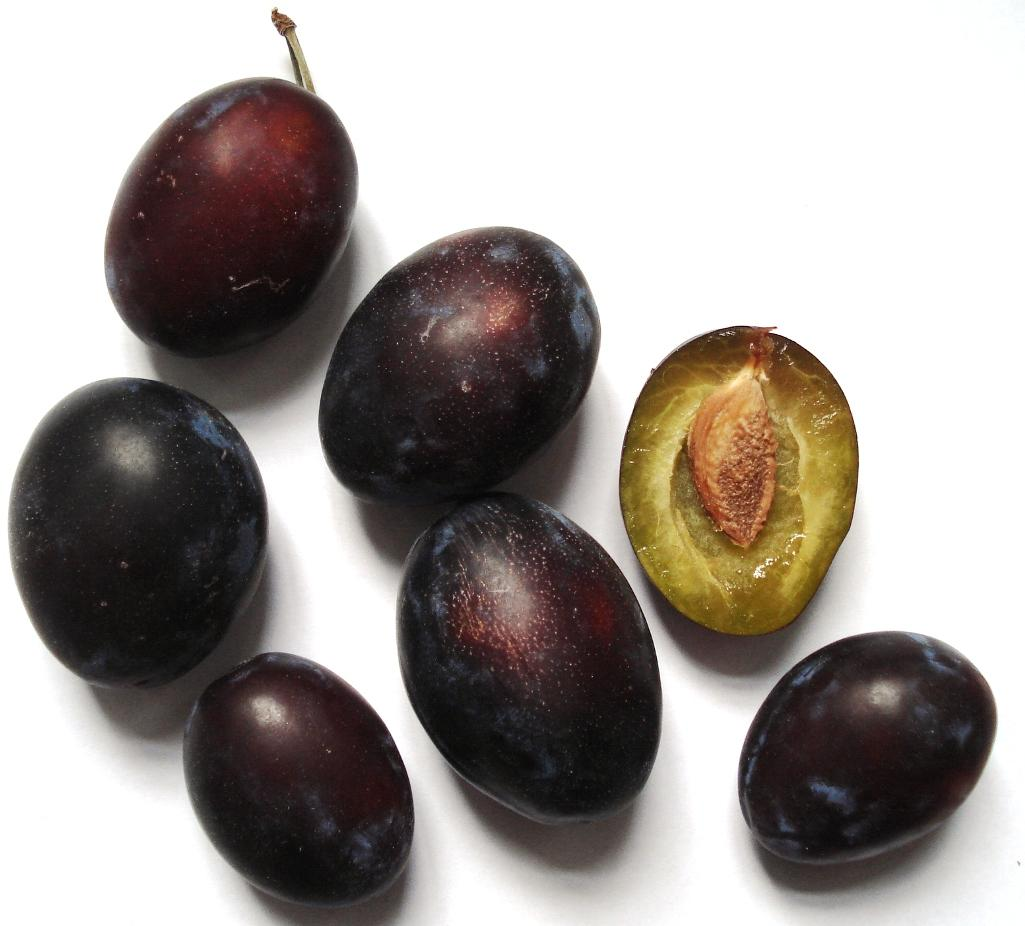
Früchte der Sorte Ortenauer Zwetschge
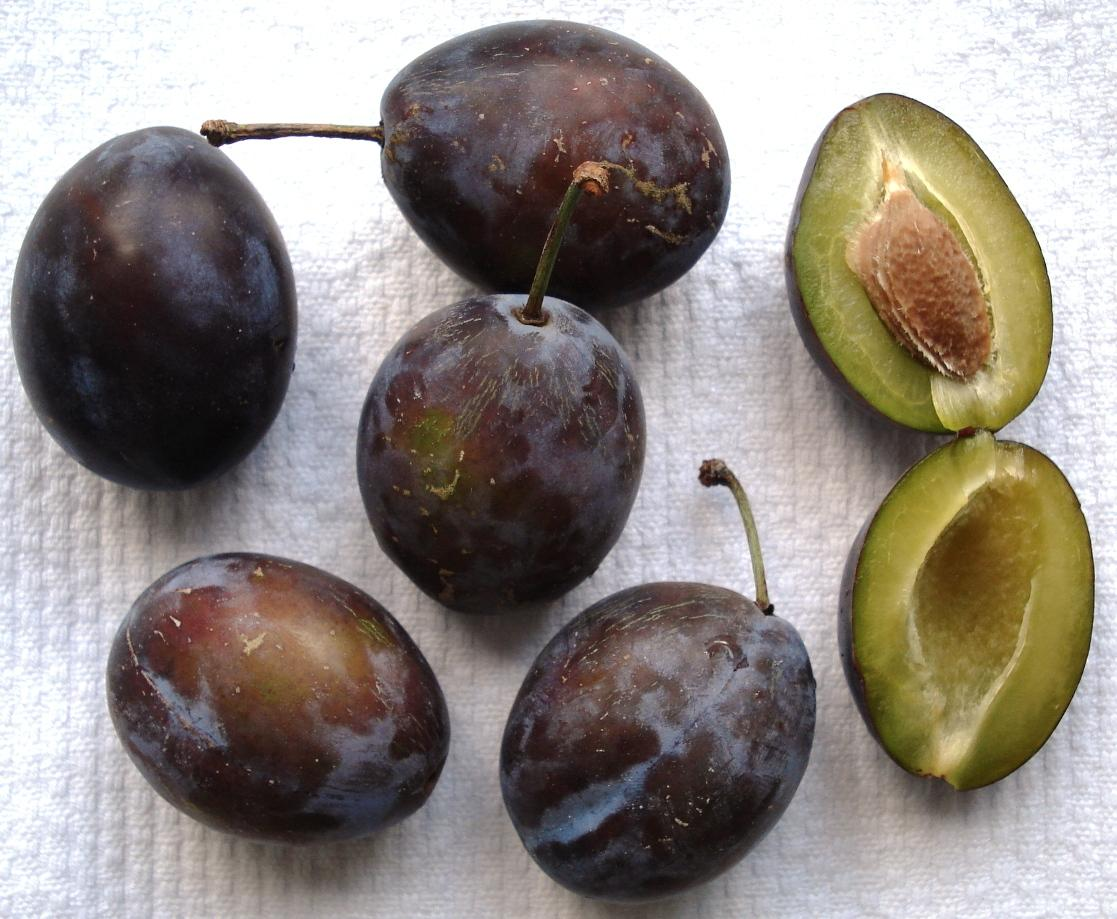
Früchte der Sorte Elena
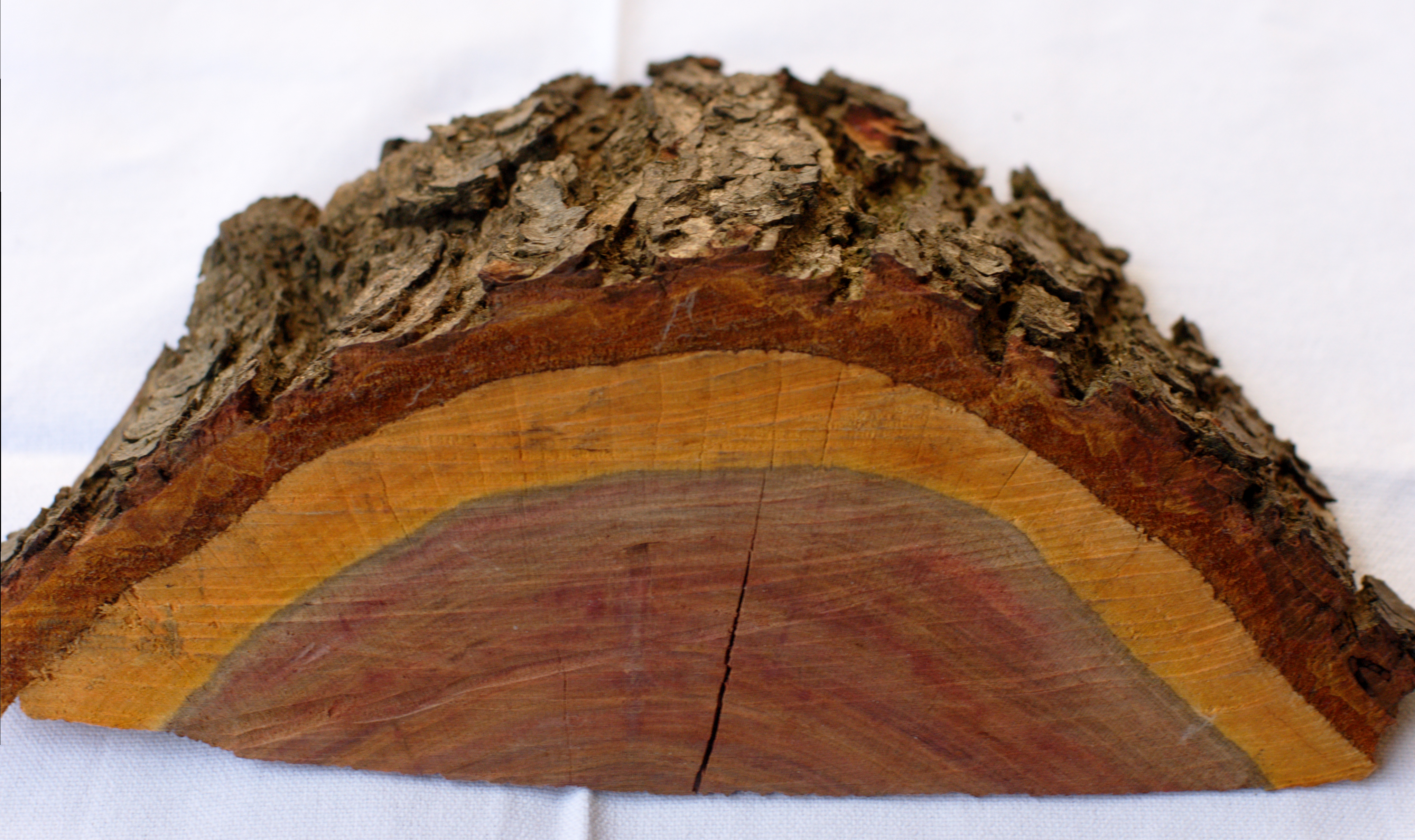
Anschnitt eines Zwetschgenbaums (Kernholz und orangefarbenes Splintholz)
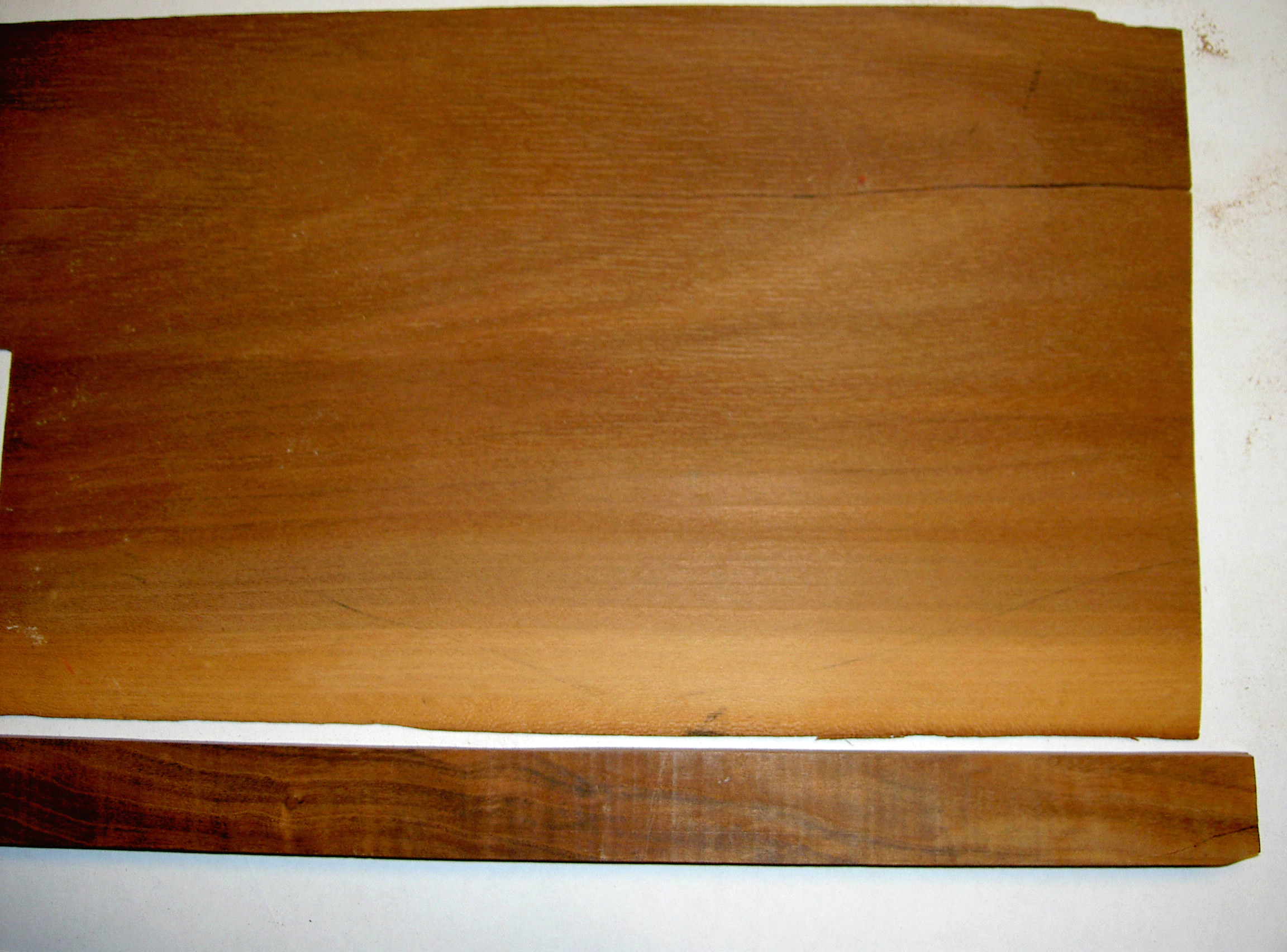
Brett aus dem Holz eines Zwetschgenbaums

## Filme
- Die blaue Königin – Von Bühler und anderen Zwetschgen. Dokumentarfilm, Deutschland 2011, 30 Min. Buch und Regie: Nicola Haenchen, Produktion: SWR, Reihe: Essgeschichte(n), Sendung: 19. August 2011, Filminformationen der ARD.
- Garten Eden – Blaue Königin aus Baden: die Bühler Zwetschge. Dokumentarfilm, Deutschland, 2016, 26:14 Min., Buch und Regie: Emanuela Casentini, Produktion: doc.station, arte, ZDF, Reihe: Garten Eden, Erstsendung: 17. Juni 2017 bei arte, Inhaltsangabe der ARD.